# Drae Glover
Drae Glover (ur. 28 stycznia 1973) – kanadyjski snowboardzista. Nie startował na igrzyskach olimpijskich. Zajął 47. miejsce w halfpipe’ie na mistrzostwach świata w San Candido. Najlepsze wyniki w Pucharze Świata osiągnął w sezonie 1996/1997, kiedy to zajął 56. miejsce w klasyfikacji generalnej.
W 1998 r. zakończył karierę.

## Sukcesy

### Mistrzostwa Świata
| Miejsce | Dzień       | Rok  | Miejscowość | Konkurencja | Zwycięzca     |
| ------- | ----------- | ---- | ----------- | ----------- | ------------- |
| 47.     | 24 stycznia | 1997 | San Candido | Halfpipe    | Fabien Rohrer |

### Puchar Świata

#### Miejsca w klasyfikacji generalnej
- 1996/1997 – 56.
- 1997/1998 – 127.

#### Miejsca na podium
1. Whistler – 15 grudnia 1996 (Halfpipe) – 2. miejsce